# Старосілля (Чорнобильський район)
Старосілля — колишнє село в Україні, за 8 км від ЧАЕС та за 15 км від колишнього райцентру — міста Чорнобиль, в Іванківському районі Київської області. Розташоване на лівому березі р. Прип'ять.
Час виникнення села невідомий.
1887 року у селі мешкало 214 осіб.
Станом на 1900 рік — казенне село, населення становило 297 мешканців, було 50 дворів. У селі діяла школа грамоти. Працювало 2 вітряки, кузня. Підпорядковувалося Чорнобильській волості Радомисльського пловіту.
У 1960 — на поч. 1970-х рр. село підпорядковувалося Кривогірській сільській раді, а після ліквідації останньої і до 1986 року — Зимовищенській сільській раді Чорнобильського району.
Автобусне сполучення із райцентром відкрите у середині 70-х років.
На початку 80-х років село обнесене піщаною дамбою для захисту від весняних повеней, довжина дуги дамби - 2,5 км.
На межі 1970-80-х рр. у селі проживало близько 190 мешканців.
Напередодні аварії на ЧАЕС у селі проживало 145 мешканців, було 94 двори, працював сільський клуб, магазин (лавка) і пункт прийому молока від населення.
До 70-х років при клубі працювала бібліотека і початкова школа на кілька учнів, у селі діяв фельдшерсько-акушерський пункт.
Поштові послуги надавались поштаркою. У клубі був встановлений телефонний апарат.
У 1985 році встановлено пам'ятник односельчанам, які загинули у ІІ Світовій війні.
Після аварії на станції 26 квітня 1986 село було відселене внаслідок сильного зараження, мешканці переселені спочатку у село Лук'янівка (тимчасово), потім на постійне проживання у села Лукаші та Рудницьке Баришівського району. Офіційно зняте з обліку 1999 року за відсутності населення.
Після Чорнобильської катастрофи село увійшло до 10-кілометрової зони відчуження.
З кінця лютого до 1 квітня 2022 року село було окуповане російськими військами.